# Abdelouahid Chouaib
Abdelouahid Chouaib (en arabe : عبد الوحيد شعيب) est un footballeur algérien né le 1er avril 1983 à Taher dans la wilaya de Jijel. Il évoluait au poste de milieu défensif.

## Biographie
Il évolue en première division algérienne avec les clubs, du CS Constantine, du WA Tlemcen, du RC Kouba et enfin du CRB Aïn Fakroun. Il dispute 77 matchs en inscrivant un but en Ligue 1.

## Palmarès
CS Constantine
- Championnat d'Algérie D2 (1) :
  - Champion : 2003-04.